# Carlos Josaphat
Frei Carlos Josaphat Pinto de Oliveira, OP,  (Abaeté, 4 de novembro de 1921 — Goiânia, 9 de novembro de 2020), foi um teólogo dominicano brasileiro, professor emérito da Universidade de Friburgo, Suíça, Doutor Honoris Causa pela Pontifícia Universidade Católica de São Paulo, em 2014. 

## Biografia
Carlos Josaphat nasceu na pequena cidade de Abaeté, no centro do estado de Minas Gerais. Aos 12 anos, deixou a cidade para estudar no Seminário Menor de Diamantina. Posteriormente transferiu-se para Petrópolis, a fim de estudar filosofia e teologia. Foi ordenado em 8 de dezembro de 1945. Entre 1946 e 1950, ensinou no Colégio do Caraça, no Seminário de Mariana e, finalmente, no Nordeste do Brasil, especialmente nas cidades de Fortaleza e Recife, onde conheceu Paulo Freire, de quem viria a ser amigo.
Ingressou na Ordem dos Dominicanos em julho de 1953. No mesmo ano, partiu para a França, onde  permaneceu até o primeiro semestre de 1957. Nesse período, teve o primeiro contato com os grandes teólogos que iriam colaborar na renovação da Igreja - tais como o jesuíta Karl Rahner (1904-1984), e os dominicanos Yves Congar e Marie-Dominique Chenu - e na defesa dos Direitos Humanos - como Jacques Maritain, Etienne Gilson e Emmanuel Mounier. Voltando ao Brasil, ainda em 1957, foi encarregado de orientar os estudos e a vida intelectual dos dominicanos no país, tarefa que exerceu até dezembro de 1963.
Tornou-se conhecido nos anos 1960, por seu engajamento político e social. Com apoio da Juventude Universitária Católica (JUC) e da Ação Popular (AP), fundou o semanário Brasil Urgente, que circulou entre março de 1963 e 1° de abril de 1964. O jornal propagava a militância social e foi alvo de ataque dos católicos conservadores até ter suas atividades encerradas durante  o golpe militar de 1964,  quando a polícia política invadiu a redação e fechou o jornal. "Fascistas preparam golpe contra Jango!", dizia a manchete da última edição (número 55) do Brasil Urgente 
"Fora padre comuna", dizia uma pichação anônima na porta principal da Igreja de São Domingos, no  bairro das Perdizes, em São Paulo onde o frade celebrava missas muito frequentadas em razão das suas homilias.
Em dezembro de 1963, Frei Josaphat partiu novamente para a França. Continuou, porém, a colaborar com o Brasil Urgente, até o fechamento do jornal. Da França, transferiu-se para a Suíça, por ordem do Vaticano e por pressão do núncio apostólico em Brasília, D. Sebastiano Baggio. Nos 30 anos seguintes, não voltaria ao Brasil.
Em 1965, obteve seu doutorado em Paris, com uma tese sobre a ética da comunicação social. Até 1993, foi professor de ética da comunicação no Instituto de Jornalismo e Comunicação Social da Universidade de Friburgo, da qual é professor emérito.
Em sua vida universitária, seus escritos e conferências a preocupação de Carlos Josaphat se concentra nos problemas sociais, nos desafios éticos da civilização científica e tecnológica e especialmente nas relações entre a ética e o cristianismo diante dos desafios da modernidade e da pós-modernidade.
De volta ao Brasil no segundo semestre de 1994, voltou a lecionar na Escola Dominicana de Teologia, no Instituto Teológico do Estado de São Paulo (ITESP) e em outras universidades do Brasil, além de ter publicado mais de duas dezenas de livros. 
Estudioso de Tomás de Aquino, comentou as questões sobre a Justiça da Suma Teológica. Segundo Frei Josaphat, no pensamento de São Tomás, a propriedade privada não é uma concessão à fraqueza humana pois permite ao Homem exercer suas responsabilidades em relação à criação e à sociedade. Mas ela deve resultar de leis justas e de costumes virtuosos por parte da  comunidade dos cidadãos, de maneira a escapar a qualquer privatização da moral e a utilizar as riquezas tendo em vista o bem comum.
Outro importante assunto da obra do Frei Josaphat é a vida e obra do também dominicano Bartolomeu de Las Casas
Faleceu, em Goiânia no dia 9 de novembro de 2020, cinco dias após ter completado noventa e nove anos.